# Цона Артиђанале Франческа (Бергамо)
Цона Артиђанале Франческа је насеље у Италији у округу Бергамо, региону Ломбардија.
Према процени из 2011. у насељу је живело 99 становника. Насеље се налази на надморској висини од 164 м.